# Potentilla kandavensis
Potentilla kandavensis är en rosväxtart som beskrevs av Joseph Friedrich Nicolaus Bornmüller och Gauba. Potentilla kandavensis ingår i Fingerörtssläktet som ingår i familjen rosväxter. Inga underarter finns listade i Catalogue of Life.